# Castelleone
Castelleone é uma comuna italiana da região da Lombardia, província de Cremona, com cerca de 8.929 habitantes. Estende-se por uma área de 45 km², tendo uma densidade populacional de 198 hab/km². Faz fronteira com Cappella Cantone, Fiesco, Gombito, Izano, Madignano, Ripalta Arpina, San Bassano, Soresina, Trigolo.

## Demografia
| Variação demográfica do município entre 1861 e 2011                               |
|                                                                                   |
| Fonte: Istituto Nazionale di Statistica (ISTAT) - Elaboração gráfica da Wikipedia |